# Anjeux
Anjeux ist eine Gemeinde im französischen Département Haute-Saône in der Region Bourgogne-Franche-Comté.

## Geographie
Anjeux liegt auf einer Höhe von 242 m über dem Meeresspiegel, fünf Kilometer westlich von Saint-Loup-sur-Semouse und etwa 30 Kilometer nördlich der Stadt Vesoul (Luftlinie). Das Dorf erstreckt sich im äußersten Norden des Departements, in der Talmulde des Ruisseau le Chanois westlich der Niederung des Planey, am Rand des Plateaus der Vôge.
Die Fläche des 8,71 km² großen Gemeindegebiets umfasst einen Abschnitt in der leicht gewellten Landschaft am Rand der Vôge. Der östliche Gemeindeteil wird von der Alluvialniederung des Planey eingenommen, der aus einer Karstquelle entspringt und für die Entwässerung nach Süden über die Semouse zur Lanterne sorgt. Die Talebene liegt durchschnittlich auf 235 m und weist eine Breite von ungefähr einem Kilometer auf. Auf dem Gebiet von Anjeux nimmt der Planey von rechts die Zuflüsse Dorgeon und Ruisseau le Chanois auf. Die östliche Abgrenzung markiert die Waldhöhe des Bois du Fays, auf der mit 303 m die höchste Erhebung von Anjeux erreicht wird. Sie bildet die Wasserscheide zum Tal der Semouse.
Nach Nordwesten erstreckt sich das Gemeindeareal in die Talmulde des Ruisseau le Chanois und auf die angrenzenden Plateaus (Haut de Calenne und Charmot, rund 260 m). Landwirtschaftliche Nutzung herrscht hier vor. Die nördliche Abgrenzung verläuft in der Waldung La Levue. In geologisch-tektonischer Hinsicht besteht der Hauptteil des Gemeindegebietes aus Muschelkalk der mittleren Trias. An einigen Orten treten sandig-mergelige und kalkige Sedimente zutage, die während der Lias (Unterjura) abgelagert wurden.
Nachbargemeinden von Anjeux sind Dampvalley-Saint-Pancras und Cuve im Norden, Bouligney und Saint-Loup-sur-Semouse im Osten, La Pisseure, Plainemont und Jasney im Süden sowie Girefontaine im Westen.

## Geschichte
Überreste eines römischen Verkehrsweges zeugen von einer frühen Begehung und Besiedlung des Gebietes. Im Mittelalter gehörte Anjeux zur Freigrafschaft Burgund und darin zum Gebiet des Bailliage d’Amont. Anjeux bildete den Mittelpunkt einer eigenen Herrschaft, die seit 1271 belegt ist und später teils von den Herren von Faucogney, teils vom Kloster Luxeuil abhängig war. Im 16. Jahrhundert fanden hier mehrfach Hexenprozesse statt. Zusammen mit der Franche-Comté gelangte der Ort mit dem Frieden von Nimwegen 1678 definitiv an Frankreich.

## Bevölkerung
| Jahr                       | 1962 | 1968 | 1975 | 1982 | 1990 | 1999 | 2006 | 2020 |
| Einwohner                  | 164  | 191  | 160  | 151  | 167  | 165  | 165  | 142  |
| Quellen: Cassini und INSEE |      |      |      |      |      |      |      |      |

Mit 144 Einwohnern (1. Januar 2022) gehört Anjeux zu den kleinen Gemeinden des Départements Haute-Saône. Nachdem die Einwohnerzahl in der ersten Hälfte des 20. Jahrhunderts deutlich abgenommen hatte (1886 wurden noch 417 Personen gezählt), wurden seit Beginn der 1960er Jahre nur noch geringe Schwankungen verzeichnet.

## Sehenswürdigkeiten
Die Dorfkirche Saint-Remi von Anjeux wurde im 15. und 16. Jahrhundert im gotischen Flamboyantstil erbaut und ist als Monument historique klassiert. Sie besitzt einen großen rechteckigen Turm, ein Schiff mit drei Jochen, einen Chor mit zwei Jochen und ein flaches Chorhaupt. Die beiden Seitenkapellen, die ein falsches Querschiff bilden, wurden 1843 angebaut. Die Fassade ist mit einer dreiköpfigen Maske geschmückt, einem Symbol für Vergangenheit, Gegenwart und Zukunft.
Das Lavoir, das einst als Waschhaus und Viehtränke diente, stammt aus dem 19. Jahrhundert. Vom ehemaligen Herrschaftssitz auf der Flur La Sarrasinière sind Ruinen erhalten. Zu den Natursehenswürdigkeiten zählt der Gouffre du Planey (Karstquelle des Vauclusetyps).

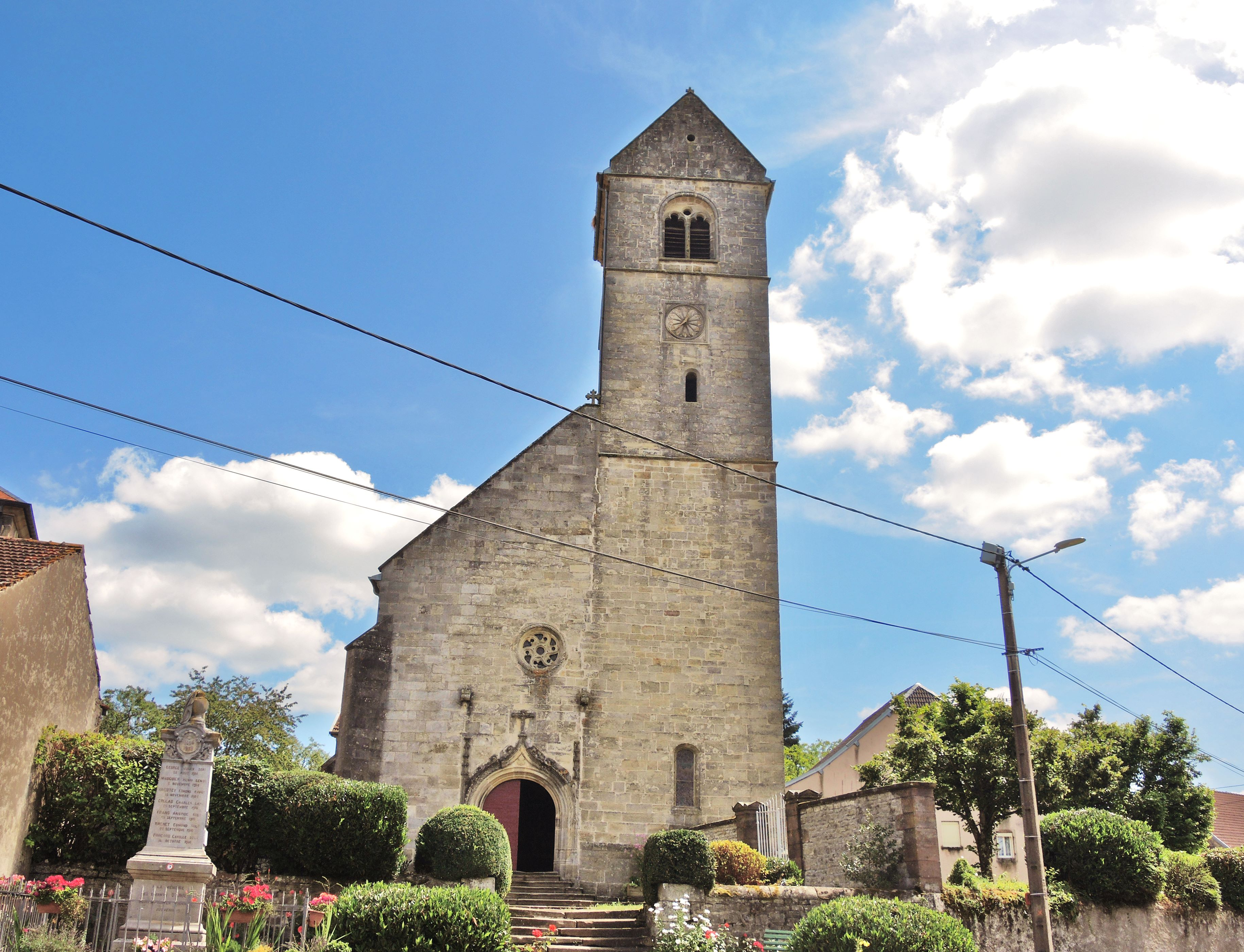
Kirche Saint-Remi
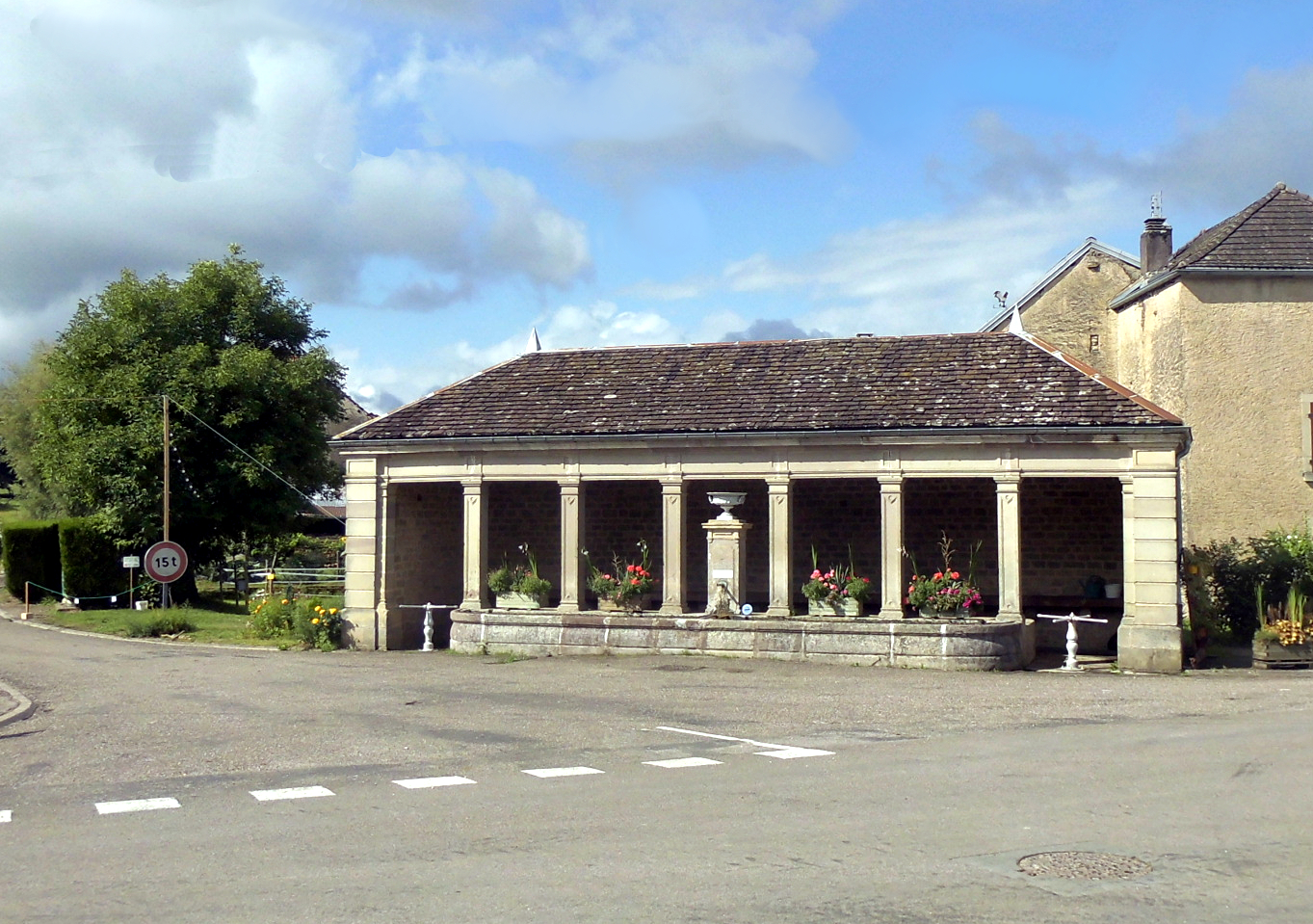
Lavoir

## Wirtschaft und Infrastruktur
Anjeux war bis weit ins 20. Jahrhundert hinein ein vorwiegend durch die Landwirtschaft (Ackerbau, Obstbau und Viehzucht) und die Forstwirtschaft geprägtes Dorf. Die Gießerei am Planey stellte ihren Betrieb im frühen 20. Jahrhundert ein. Heute gibt es einige Betriebe des lokalen Kleingewerbes, darunter eine Käserei. In den letzten Jahrzehnten hat sich das Dorf zu einer Wohngemeinde gewandelt. Viele Erwerbstätige sind deshalb Wegpendler, die in den größeren Ortschaften der Umgebung ihrer Arbeit nachgehen.
Die Ortschaft liegt abseits der größeren Durchgangsachsen an einer Departementsstraße, die von Cuve nach Conflans-sur-Lanterne führt. Weitere Straßenverbindungen bestehen mit Jasney, Bouligney und Ainvelle.